# Corps Stauffia

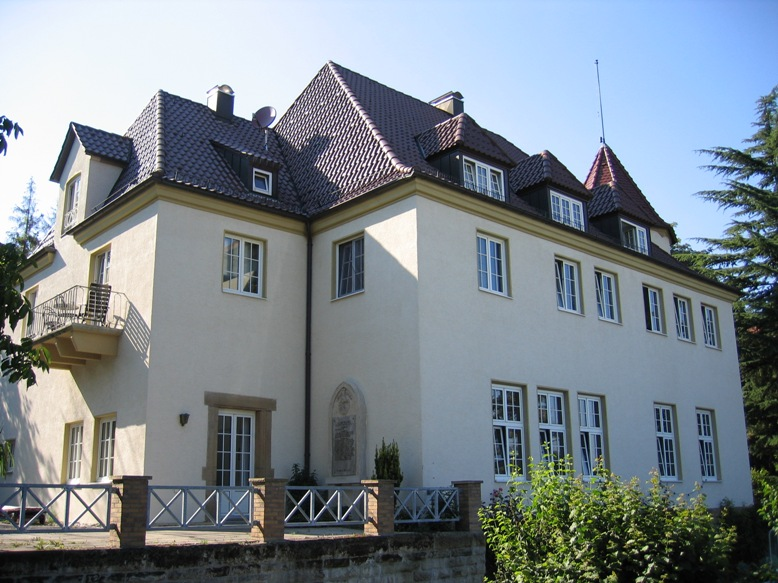
Das Haus des Corps Stauffia in Stuttgart

Das Corps Stauffia ist eine Studentenverbindung im Weinheimer Senioren-Convent. Das pflichtschlagende und farbentragende Corps ist Mitglied im sogenannten Fünferbund, dem größten zusammenhängenden Freundschaftsbund im Weinheimer Senioren-Convent und stellt im Geschäftsjahr 2023/2024 den Vorort des Weinheimer Senioren-Conventes.

## Couleur
Das Corps Stauffia führt die Farben „Schwarz-Gold-Schwarz“ mit goldener Perkussion. Die Renoncen tragen ein Band in den Farben „Schwarz-Gold-Weiß“, ebenfalls mit goldener Perkussion.
Der dem Corps Stauffia zu Grunde liegende Wahlspruch lautet „Licht-Luft-Wahrheit“. Der Wappenspruch lautet „Gladius ultor noster!“.

## Geschichte
Am 2. Februar 1847 wurde die unbedingte Satisfaktion gebende Verbindung Stauffia an der Königlich Polytechnischen Schule Stuttgart als älteste Stuttgarter Studentenverbindung gestiftet. Sie ging aus dem 1845 entstandenen „Liederkranz Gesellschaft Stauffia“ hervor. Grundlage der Namensgebung war ein vorangegangener Vortrag über das Kaisergeschlecht der Hohenstaufen.
Am 22. Mai 1863 konstituierte sich die Verbindung als Corps Stauffia und wurde Mitglied im Stuttgarter Senioren-Convent (SC). Im selben Jahr gründeten die SC zu Karlsruhe, Hannover, Stuttgart und Zürich als Dachverband den „Weinheimer Senioren-Convent“ (WSC). Am 2. Juni 1897 gründete Stauffia mit den Corps Franconia Karlsruhe, Rhenania ZAB, Saxonia-Berlin zu Aachen und Slesvico-Holsatia Hannover den Fünferbund. Im Mai 1913 leitete das Corps als Vorort des WSC die Einweihung der Wachenburg.
Nach der Zwangsauflösung des Corps am 8. Oktober 1935 wurde die Stauffentradition in der Kameradschaft Götz von Berlichingen weitergepflegt und ab 1947 von der Studentischen Verbindung Stauffia fortgeführt. Am 9. Juni 1951 wurde das Corps Stauffia restituiert und trat wieder in den WSC ein. Mittlerweile wurden seit seiner Stiftung im Jahre 1847 über 1000 Corpsbrüder in den inneren Corpsverband recipiert.

## Corpshaus

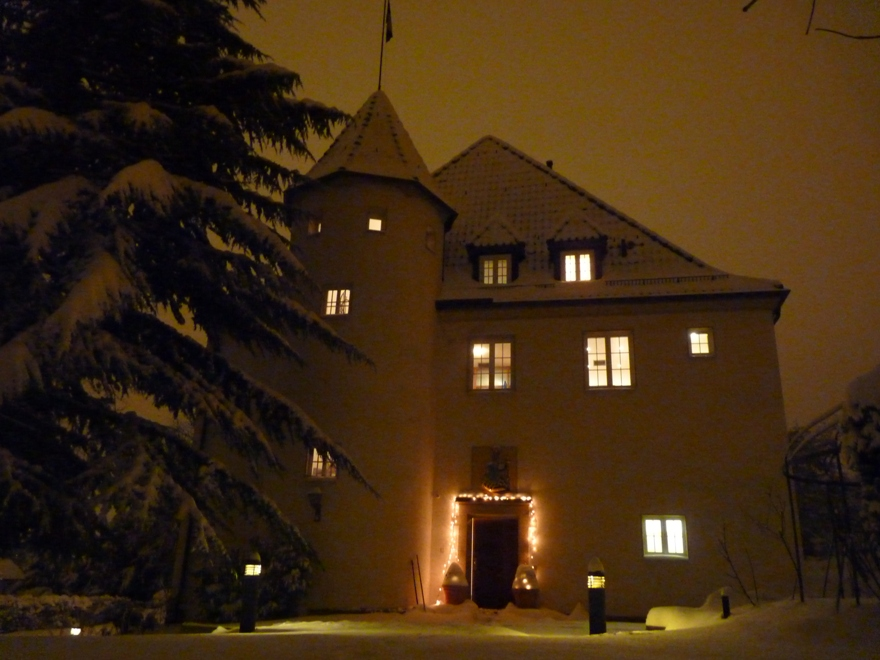
Corpshaus

Das Haus der Stuttgarter Stauffen liegt oberhalb des Stuttgarter Hauptbahnhofs und der Universität Stuttgart am Fuße des Stadtteils Killesberg. Das Haus umfasst einen Ballsaal, zwei Kneipsäle, eine Bar, mehrere Tagungs- und Gesellschaftsräume, Studierzimmer, Arbeitszimmer, mehrere Küchen und Bäder sowie insgesamt über 13 Aktivenzimmer über vier Stockwerke. Die Einweihung des Corpshauses Im Kaisemer 15 erfolgte am 8. Juli 1899. Am 12. September 1944 durch einen alliierten Luftangriff auf Stuttgart zerstört, wurde das Haus von 1948 bis 1951 durch Eduard Krüger wieder aufgebaut. Dank zahlreicher Investitionen konnte das Haus durch Modernisierungsmaßnahmen immer wieder den Anforderungen der Neuzeit angepasst werden.

## Mitglieder

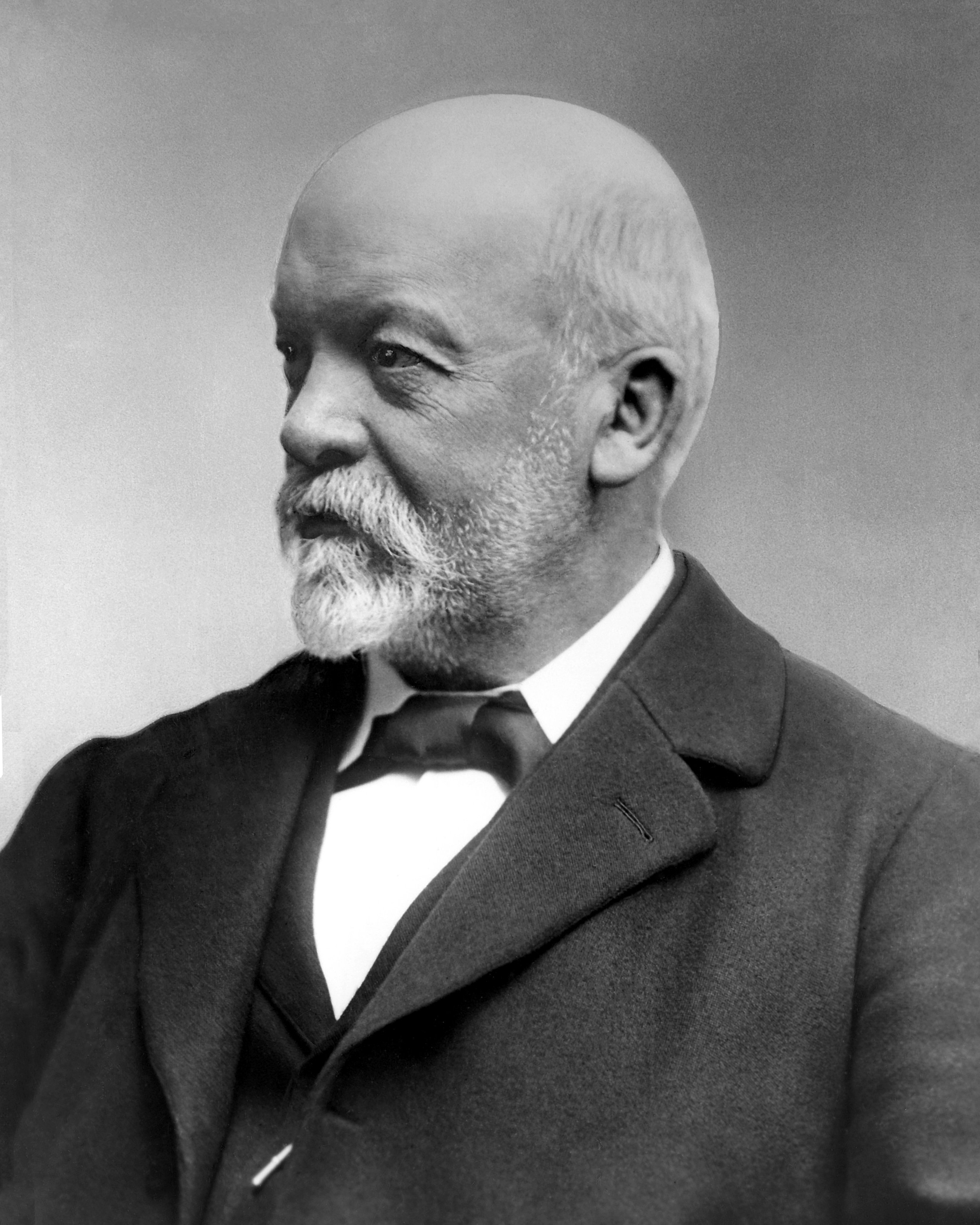
Gottlieb Daimler, Mitglied im Corps Stauffia

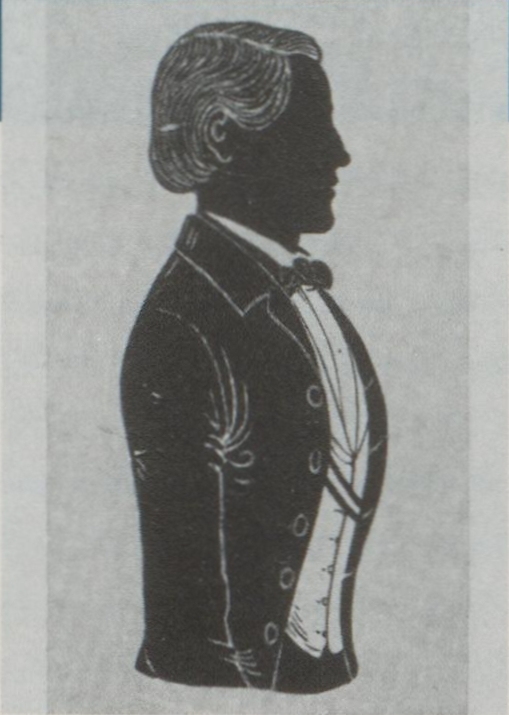
Max Eyth, Mitglied im Corps Stauffia, 1855

- Wilhelm Bäumer (1829–1895), Architekt und Bauhistoriker, Stifter des Corps Stauffia
- Louis Braun (1836–1916), Historienmaler, Professor an der Akademie der Bildenden Künste München
- Fritz August Breuhaus (1883–1960), Architekt und Gestalter
- Gottlieb Daimler (1834–1900), Motoren- und Kraftfahrzeugkonstrukteur, Industrieller
- August Esenwein (1856–1926), Architekt in Buffalo, New York
- Max von Eyth (1836–1906), Ingenieur und Schriftsteller, später Corps Agraria Bonn EM
- Hans Frey (1873–1947), Oberstdivisionär der Schweizer Armee
- Walter Haenel (1862–1928), Generaldirektor der Hasper Eisen- und Stahlwerk AG, Aufsichtsrat der Klöckner-Werke
- Friedrich W. Hehl (* 1937), Professor für theoretische Physik
- Hugo Henkel (1881–1952), Chemiker und Industrieller, Ehrenbürger der Stadt Düsseldorf
- Erwin Hildt (1851–1917), Gründer des Justinus-Kerner-Vereins, Hüter der Burgruine Weibertreu, Ehrenbürger der Stadt Weinsberg
- Emil Holz (1840–1915), Eisenhüttenmann, Generaldirektor der Witkowitzer Eisenwerke
- Franz Honcamp (1875–1934), Professor der Agrikulturchemie, Rektor der Universität Rostock
- Wilhelm Hoyer (1854–1932), Ingenieur, Professor an der Technischen Hochschule Hannover
- Bernhard Kapp (1921–2014), Werkzeugmaschinenfabrikant
- Paul Klunzinger (1828–1919), Eisenbahn- und Wasserbauingenieur, Stifter des Corps Stauffia
- Otto Kunz (1872–1959), Fabrikant, Aufsichtsrat der Gerling-Versicherungsgruppe
- Wilhelm Landmann (1869–1945), Sprengstoff-Chemiker, Generaldirektor der Westfälisch-Anhaltischen Sprengstoff AG (WASAG)
- Alfred Laubi (1846–1909), Schweizer Eisenbahningenieur
- Karl von Leibbrand (1839–1898), Präsident der Ministerialabteilung für Straßen- und Wasserbau des Königreichs Württemberg
- Karl Mezger (1876–1914), Eisenbahningenieur, Kaiserlicher Bezirksamtmann in Togo
- Paul Pacher von Theinburg (1832–1906), österreichischer Industrieller und Politiker
- Ludwig Paffendorf (1872–1949), Architekt und Kunstgewerbler
- Eduard Paulus (1837–1907), Kulturhistoriker und prähistorischer Archäologe
- Walter Pfeiffer (1891–1971), Fabrikant, Besitzers des Ohler Eisenwerkes
- Paul Reißer (1843–1927), Fabrikant, Pionier der Elektrotechnik
- Hermann Reissner (1909–1996), Unternehmer, Senator e. h. der Universität Stuttgart
- Reinhard Röpke (1930–1993), Unternehmer, Geschäftsführender Gesellschafter der Hella KGaA Hueck & Co.
- Friedrich Rösch (1832–1923), Realschulprofessor, Pionier des Feuerwehrwesens in Westungarn
- Friedrich von Schaal (1842–1909), Eisenbahn- und Wasserbauingenieur, württembergischer Baubeamter
- Hermann von Schmoller (1840–1914), Eisenbahningenieur, württembergischer Baubeamter
- Hugo Schoellkopf (1862–1928), US-amerikanischer Unternehmer, Pionier der amerikanischen Teerfarben-Industrie, Anteilseigner der Kraftwerke der Niagara-Fälle
- Jacob Frederick Schoellkopf junior (1858–1942), US-amerikanischer Unternehmer, Pionier der amerikanischen Teerfarbenindustrie, Anteilseigner der Kraftwerke der Niagara-Fälle
- Carl Schumann (1827–1898), Architekt in Wien, Stifter des Corps Stauffia
- Konrad von Steiger (1862–1944), Schweizer Architekt, Berner Kantonsbaumeister
- Heinrich Straub (1838–1876), Unternehmer, Metallwarenfabrikant
- Knut Urban (* 1941), Professor der Experimentalphysik an der RWTH Aachen
- Friedrich Voith (1840–1913), Unternehmer
- Walther Voith (1874–1947), Unternehmer
- Heinrich Wagner (1834–1897), Architekt und Professor an der Technischen Hochschule Darmstadt
- Julius Weiler (1850–1904), Chemiker und Industrieller, Gründer der Chemische Fabriken vorm. Weiler-ter Meer und der Waggonfabrik Uerdingen
- Günther Woermann (1900–1967), Ingenieur, Manager der Maschinen- und Schiffbauindustrie und Metallwarenfabrikant
- Erhard Wolff (1880–1965), Unternehmer in Bukarest
- Claas Christian Wuttke (* 1969), Maschinenbauingenieur, Professor an der Hochschule Karlsruhe – Technik und Wirtschaft
- Alexandros Zannas (1892–1963), erster Luftfahrtminister Griechenlands